# 周啓
周啟（1435年—？），字應文，江西吉安府安福縣人，民籍，明朝政治人物。進士出身。

## 生平
早年出身國子生，江西鄉試第六十名。成化十一年（1475年）乙未科會試第一百四十八名，殿試登進士第三甲第二百名。

## 家族
曾祖父周仲敬。祖父周定卿。父亲周乾濟。